# Rubén Reyes
Rubén Reyes Diaz (Gijón, Asturias, España, 5 de enero de 1979) es un exjugador y entrenador de fútbol español. Hasta hace poco era director deportivo del Getafe.

## Carrera como jugador
Perteneció a la cantera del Sporting hasta los 19 años, cuando marchó al Real Avilés, primero en su filial, el Navarro C. F. en tercera y luego en el primer equipo del Real Avilés en 2.ª B. 
Llega en la temporada 2000-2001 al Real Oviedo, equipo con el que debuta en la Primera división española. Sus primeros minutos los disputa en la jornada 6, en un Real Oviedo 3-1 Celta de Vigo. En su primera temporada en la máxima categoría, Rubén Reyes juega un total de 5 partidos de titular y logra marcar un gol, en la jornada 11 en un Real Oviedo 4-1 Valladolid. En esa temporada, el Real Oviedo queda antepenúltimo y no logra salvar la categoría. 
En la temporada siguiente, con el Real Oviedo en la Segunda división española, Rubén Reyes participa más con el equipo. Disputa un total de 29 partidos como titular en los que consigue marcar un tanto. Su equipo acaba la temporada en el séptimo puesto.
En la temporada 2002-2003 Rubén Reyes ficha por el Villarreal, equipo con el que vuelve a jugar partidos en la Primera división española. Juega un encuentro como titular y sale desde el banquillo en cuatro ocasiones, acumulando poco más de 100 minutos en total. 
En la temporada 2003-2004, Rubén Reyes pasa a formar parte de la plantilla del Getafe, equipo de la Segunda división española española con el que apenas goza de oportunidades, pues apenas tiene la oportunidad de jugar en dos partidos, saliendo en ambas ocasiones desde el banquillo.
Una temporada más tarde vuelve a cambiar de equipo. Deja el Getafe y ficha por el Albacete de Primera división española, equipo con el que no disputa un solo minuto debido a las lesiones. En el mercado de invierno de la temporada 2004-2005, se marcha cedido al Pontevedra CF. Rubén Reyes debuta en la jornada 26 en un Tenerife 0-0 Pontevedra. En media temporada, disputa un total de 14 partidos como titular, se convierte en uno de los ídolos de la afición granate y logra anotar un gol, el que le hizo al Celta en Pasarón de falta. 
A pesar de hacer un gran papel con el Pontevedra CF, no impide junto con el resto de la plantilla que el equipo baje de categoría. Su buena actuación con el Pontevedra CF hace que el Albacete le repesque para jugar con el equipo en la temporada 2005-2006 en Segunda división española. Sin embargo, César Ferrando, entrenador del equipo, apenas cuenta con él en 5 partidos. Rubén Reyes, ante las pocas oportunidades de las que disfruta, decide rescindir su contrato con su club manchego y vuelve de nuevo al Pontevedra CF. 
Al igual que sucediera una temporada antes, Rubén Reyes llega en el mercado de invierno al Pontevedra CF, esta vez, para ayudar al equipo a volver a la Segunda división española. Pronto se hace con un hueco en el once inicial y juega un total de 13 partidos en los que anota 2 goles. El equipo granate queda segundo, se clasifica para las eliminatorias de ascenso, pero no logra subir a la Segunda división española.
En su segunda temporada consecutiva en el club (2006-2007), Rubén Reyes no logra entrar en el comienzo de liga en el equipo, aunque con el paso de las jornadas, el entrenador le da la confianza y el centrocampista asturiano, se hace con un puesto fijo en el centro del campo. A pesar de producirse un cambio en el banquillo en la recta final de la temporada, el centrocampista asturiano sigue siendo uno de los intocables en el equipo. Juega un total de 32 partidos y anota 7 goles.
En verano de 2007 decide rescindir su contrato con el Pontevedra CF para enrolarse en las filas del Rayo Vallecano, equipo en el que jugará durante la temporada 2007-08. En verano del 2011 firma por el Palencia Club de Fútbol por 1 temporada y es petición expresa del entrenador Ramón María Calderé, estando llamado a ser uno de los pesos pesados de la plantilla.
Al siguiente verano, ficha por el Alcobendas Sport, de la Tercera División madrileña, retirándose al finalizar esa temporada, con 34 años.

## Carrera como entrenador
Ya retirado del fútbol, se preparó en la Real Federación de Fútbol de Madrid, como entrenador de fútbol, también como director deportivo y técnico en psicología y coaching deportivo. En 2017 ingresó en la estructura del Rayo Vallecano para trabajar como ayudante técnico y analista. En marzo de 2019, tras la destitución de Michel, se hizo cargo como entrenador interino del primer equipo. El 21 de junio de 2021 se unió al Real Oviedo como director deportivo, firmando por 2 temporadas, ejerciendo labores de planificación del área deportiva.
En junio de 2022, se lo anunció como director deportivo del Getafe para reemplazar a Ángel Martín, quien había renunciado en el mes de abril. El 28 de abril de 2023, fue confirmado como entrenador del equipo madrileño hasta el final de la temporada. Finalmente, no llegó a dirigir al cuadro madrileño porque, un día después, se anunció un acuerdo con José Bordalás que no se había podido alcanzar en los días anteriores.

## Clubes

### Como jugador
| Club                    | País   | Año       |
| ----------------------- | ------ | --------- |
| Navarro Club de Fútbol  | España | 1998-1999 |
| Real Avilés             | España | 1998-2000 |
| Real Oviedo             | España | 2000-2002 |
| Villarreal              | España | 2002-2003 |
| Getafe                  | España | 2003-2004 |
| Albacete Balompié       | España | 2004-2005 |
| Pontevedra CF           | España | 2005-2007 |
| Rayo Vallecano          | España | 2007-2010 |
| Palencia Club de Fútbol | España | 2011-2012 |
| Alcobendas Sport        | España | 2012-2013 |

### Como entrenador
| Club             | País   | Año       |
| ---------------- | ------ | --------- |
| Alcobendas Sport | España | 2013-2015 |
| Alcobendas Sport | España | 2016-2017 |
| Rayo Vallecano   | España | 2019      |